# Thomas Ledward
Thomas Ledward est l'assistant du chirurgien Thomas Huggan, puis le chirurgien à bord du HMS Bounty, après la mort de celui-ci.
Il est un des 19 hommes loyaux embarqués avec l'officier commandant William Bligh, le jour de la mutinerie de la Bounty, le 28 avril 1789. Il meurt la même année durant son retour en Angleterre.
Il est le narrateur du récit Men Against the Sea (en) de Charles Nordhoff et James Norman Hall.